# Rio Cârţibaşu
O Rio Cârţibaşu é um rio da Romênia, afluente do Rio Cârţibaşu Mare, localizado no distrito de Bistriţa-Năsăud.